# La boda (Goya)
La boda (1792) es un cuadro de Francisco de Goya conservado en el Museo del Prado y que pertenece a la cuarta serie de cartones para tapices (realizada entre 1788 y 1792) que elaboraba la Real Fábrica de Tapices de Santa Bárbara y estaba destinada a la decoración del gabinete de Carlos IV del monasterio de El Escorial.

## Análisis
La pintura es un óleo sobre lienzo. Observamos dos grandes protagonistas, por un lado, el conjunto de personajes que aparecen en la escena de lado a lado y el segundo protagonista el fondo arquitectónico donde se sitúan los protagonistas, el puente como marco de la escena.
Hablamos de óleo sobre lienzo como técnica, donde podemos observar que la factura de la pincelada es amplia porque en el fondo son machas de color las que van configurando los elementos pictóricos y también podríamos decir que la pincelada se podría calificar de fluida. No hay ninguna zona del cuadro donde observemos un empaste potente. La textura que nos ofrece la obra es muy lisa, donde la tersura domina como impresión visual.
Podríamos decir que prácticamente no hay dibujo. Ciertamente la línea se utiliza para perfilar las formas arquitectónicas, se puede decir los planos que están en la sombra quedan como muy perfilados, pero a excepción de esos dos elementos la línea queda casi imperceptible.
Si nos centramos en los aspectos de volumen, como consecuencia de la no existencia de un dibujo marcado el volumen se va a conseguir con las matizaciones de color y también con el estudio del sombreado de cada una de las figuras. Podríamos decir que la obra es luminosa, la luz es exterior, ambiental, cálida, porque el predominio del tono dorado le otorga esa caracterización. Con la luz resaltamos a los protagonistas que se sitúan en esa zona de penumbra.
Ya del color hemos resaltado su protagonismo, es un cuadro colorista. Si quisiéramos definir la gama cromática es una gama cálida, donde nos encontramos todos de tipo sepia, tonos amarillos, algún tono rosáceo. El centro de un anillo tonal que sería como podríamos definir la disposición de colores a lo largo de la obra, ese centro del anillo sería el personaje que parece con casaca de color verde, porque aquí aparece el punto más intenso de color y claro es imposible que cuando fijamos la vista en el cuadro la casaca verde nos sitúa la vista hacia ese punto. El resto de los personajes tonalmente están más armonizados. Nos encontramos con una gama de sienas, grises verdes y azules. Toda esa paleta se funde con esa tonalidad de luz de color rosáceo amarillenta que genera el color del ambiente.
Con respecto a la profundidad se generan espacios, pero no es importante ya que todas las figuras se mueven en un solo plano. Realmente habría tres planos fundidos al final en uno. Podríamos decir que el plano sería paralelo a la visión y se trata de una ambientación arquitectónica. ¿Cómo se consigue el alejamiento de las figuras? Se acude a la perspectiva aérea, difuminando contornos y el propio volumen de las figuras para dar esa sensación de profundidad y lejanía. LA estar situadas las figuras de ese modo parece una escena modo de friso.
Con respecto a la composición podríamos decir que es cerrada, que es estática y tiene un carácter muy sencillo. Hay un eje central que es el hombre de rojo y a ambos lados grupos de figuras que se rigen por el sistema de la compensación. En los extremos dos figuras que rompen la composición en friso. Podríamos decir que las dos figuras que sobresalen en altura lo que hacen es formar a su modo un arco que compensa en sentido contrario el arco del puente. 
La pintura representa una escena real, se trata de una pintura figurativa, naturalista, pero al mismo tiempo muy realista en cuanto a las figuras. Tanto es así, que si borramos y agrandamos seguramente podemos percibir algunos rasgos que constituyen el modo de expresión de algunos personajes que es realista hasta el punto de que forman o asemejan caricaturas, incluso hablando de las ropas ese también responde a lo que sería la dinámica natural de lo que sería ese tipo de textil. Las vestimentas nos sitúan en el siglo XVIII, pero no sólo la vestimenta, sino el color, la luz, el tema.
Los temas de esta última serie de cartones adoptan matices satíricos, probablemente debido al contacto de Goya con los círculos ilustrados de la corte, aunque los encargos de la realeza siguen prescribiendo representar fundamentalmente los aspectos pintorescos de la sociedad española de su tiempo. En estos últimos cartones aparecen diversiones, juegos y celebraciones al aire libre, a menudo protagonizados por jóvenes, como en Los zancos, o muchachos (Las gigantillas). Los matices satíricos de estas obras se muestran, por ejemplo, en El pelele, donde las mujeres mantean a un muñeco grotesco.
Este inicio de la deformación caricaturesca de los rostros que se impondrá en los grabados de Los caprichos, además de en el pelele citado, se aprecia en el rostro del novio de esta boda, rechoncho, muy moreno, de labios carnosos y mucha mayor edad que la joven con la que se casa. El tema del cuadro es el matrimonio desigual y por interés, que tanto interesó a la dramaturgia de Leandro Fernández de Moratín.
Señala Valeriano Bozal (2005) que el cuadro muestra la transición del Rococó a un Neoclasicismo muy peculiar de Goya, no tanto interesado en seguir los dictados del dominador del gusto en esta época, Antón Rafael Mengs, sino de otro más realista y crítico con la sociedad de su tiempo. Sin embargo Goya pronto inició el camino del Romanticismo a través de la estética de lo Sublime Terrible y la inquietud que le produjo la enfermedad que le afectó poco después de realizar La boda.
La originalidad de esta vía que quedó muerta en la evolución pictórica de Goya, se observa en la composición: un friso de personajes que procesionan alegres (aunque mucha de esta risa podría ser burla o sátira) bajo un arco definido por una estructura arquitectónica sólida que podría ser un puente, y sin embargo tiene una presencia y función extrañas en este contexto. Atenúa el cromatismo ocre del pavimento, las tierras y los sillares del puente el paisajismo rococó que presentaban otros cartones, y el cielo alegre azul de nubes blancas, parece aquí más bien un recurso destinado a contrastar con su fondo la viveza del rojo de la casaca del protagonista. 
Se ha visto también en esta obra una alusión al camino de la vida, desde el niño que alza los brazos subido en el cañón, y que por estas dos razones realza su presencia, al anciano de báculo y tricornio negro, ambos estáticos de frente al espectador, que enmarcan al resto de las figuras que caminan hacia la izquierda y de perfil.